# Orestias micrantha
Orestias micrantha är en orkidéart som beskrevs av Victor Samuel Summerhayes. Orestias micrantha ingår i släktet Orestias och familjen orkidéer. Inga underarter finns listade i Catalogue of Life.